# Ferdi Elmas
Ferdi Elmas (* 13. Februar 1985 in Amsterdam, Niederlande) ist ein niederländisch-türkischer Fußballspieler. Elmas besitzt neben der türkischen Staatsangehörigkeit gleichzeitig die niederländische.

## Karriere
Ferdi Elmas absolvierte seine Jugendlaufbahn bei Ajax Amsterdam. RKC Waalwijk verpflichtete ihn für die Jugendmannschaft und sein Profidebüt gab er im Jahr 2005. Der türkische Erstligist Çaykur Rizespor verpflichtete Ferdi in der darauffolgenden Saison. Für Çaykur Rizespor spielte er zwei Jahre. Sein erstes Tor für Rize machte Elmas gegen Fenerbahçe Istanbul. In der Vorbereitung für die Saison 2007/08 wechselte Elmas auf Leihbasis in die Hauptstadt zu Ankaraspor und kehrte in der Rückrunde zurück zu Çaykur Rizespor. 
Bei Çaykur Rizespor und Ankaraspor, spielt er im Mittelfeld. Trotz seiner vielen Einsätze stand er als Ergänzungsspieler infolge von Ein- und Auswechselungen nur wenige Spielminuten auf dem Platz.
Zur Saison 2008/09 wechselte Elmas zum Traditionsverein Galatasaray Istanbul. Bei Galatasaray spielte Ferdi kein Spiel in der Liga und deshalb wurde zum Ende der Saison sein Vertrag aufgelöst.

## Erfolg
- Türkischer Supercupsieger: 2008